# Chaenorhinum semiglabrum
Chaenorhinum semiglabrum là một loài thực vật có hoa trong họ Mã đề. Loài này được Javier José Loidi và Antonio Galán de Mera mô tả khoa học đầu tiên năm 1988 dưới danh pháp Chaenorhinum segoviense subsp. semiglabrum. Năm 1999 Juan Antonio Alejandre, Jose Antonio Arizaleta và Javier Bonito nâng cấp nó thành loài độc lập.

## Phân bố
Loài này là bản địa Tây Ban Nha.